# حسین صدقیانی
حسین صدقیانی (ملقب به پدر فوتبال ایران) و معروف به حسین افندی (۱۰ دی ۱۲۸۱ در سلماس – ۱۰ آذر ۱۳۶۱ در تهران) بازیکن و مربی فوتبال ایرانی بود. او بنیان‌گذار تیم ملی فوتبال و نخستین سرمربی تیم ملی فوتبال ایران است. وی در تیم‌های فنرباغچه ترکیه و شارلروای بلژیک بازی کرد. صدقیانی در دوران بازیکنی خود در پست مهاجم بازی می‌کرد.

## زندگی‌نامه
حسین صدقیانی در سال ۱۲۸۱ در سلماس یکی از شهرستان های آذربایجان غربی چشم به جهان گشود. ششمین سال سلطنت مظفرالدین شاه، فرزند همیشه بیمار ناصرالدین شاه. تبریز در آن سال‌ها یکی از مراکز بزرگ مشروطیت و فعالیت‌های سیاسی بود، بنابراین فضای تبریز برای حاج رسول آقا، پدر بازرگان حسین مساعد نبود و او بنای مهاجرت با خانواده را گذاشت و به استانبول سفر کرد. استانبول در روزهایی که همه چیز در بستر ظهور آتاتورک متجدد بود، حال و هوای خاص خودش را داشت.
حسین در ساحل مدیترانه کودکی را با توپ‌های ترک سپری کرد و به تیم فنرباغچه پیوست. صدقیانی تا ۱۸ سالگی در استانبول بود. او در سال ۱۲۹۹ به اتریش رفت تا به تحصیلات خود ادامه دهد. صدقیانی پنج سال در اتریش زندگی کرد و در این سال‌ها عضو تیم دوم راپیدوین اتریش بود.
در سال ۱۳۰۴ به ایران آمد، برای ادامه زندگی مشهد را انتخاب کرد و عضو باشگاه فردوسی شد که یکی از قدیمی‌ترین باشگاه‌های ورزشی کشور بود. آوازه مردی که فوتبال را با کفش ورزشی انجام می‌داد، در ایران پیچید. تا آن زمان بازیکن فوتبال‌های ایرانی با گیوه بازی می‌کردند.
صدقیانی به تیم منتخب تهران دعوت شد. همان تیمی که با سرپرستی میرمهدی خان ورزنده در سال ۱۳۰۵ به بادکوبه رفت. خان سردار (کاپیتان)، احمد علی سردار، حسینعلی سردار، حسین صدقیانی، محمدعلی شکوه، رضا قلی کلانتر، هراند گالوستیان، یوسف سمرقندی (معروف به پُل)، علی امیر اصلانی (معروف به گیوه‌ای)، حسن مفتاح، ابوالفتح افخمی، امیرحسین خان، سیاسی، احمد خان و ژرژ عضو این تیم بودند.
تهرانی‌ها با تحمل شکست از بادکوبه برگشتند و صدقیانی ۲۴ساله بار دیگر عزم سفر کرد و این بار به بلژیک رفت. او در بلژیک عضویت باشگاه شارلروا را پذیرفت. ده سال بازی در بلژیک، زندگی و نگرش افندی را به فوتبال عوض کرد.
در سال ۱۳۱۵، صدقیانی خودش را برای بازنشستگی آماده می‌کرد. او در این سال به برلین رفت. بازی‌های المپیک ۱۹۳۶ برلین را در کنار اولین گروه دانشجویان ایرانی به تماشا نشست و سپس به ایران برگشت. هنوز با همان لهجه ترکی صحبت می‌کرد و نشان می‌داد که سال‌ها زندگی در اتریش و بلژیک رویش تأثیر نگذاشته‌است.
او در ایران عضو تیم توفان و همبازی اکبر حیدری معروف شد. یک سال بازی کرد و در سال ۱۳۱۶، به انجمن تازه تأسیس تربیت بدنی و پیشاهنگی رفت. او در این انجمن مسئولیت اداره تیم‌های فوتبال را برعهده گرفت. وقتی تیم ملی در شهریور ۱۳۲۰ به کابل رفت و با تیم ملی افغانستان بازی کرد، حسین صدقیانی را به عنوان سرمربی در کنارش داشت. تا سال ۱۳۲۹ همواره مرد اول و تصمیم‌گیرنده امور فوتبال بود.
با دکتر علی کنی اولین رئیس فدراسیون فوتبال ایران تعاملی نزدیک داشت اما با رفتن کنی و آمدن سپهبد هدایت گیلانشاه، مسئولیت اداره تیم ملی به مصطفی سلیمی، سپس ارموند مایوفسکی و فرانس مساروش واگذار شد. با این حال در سال ۱۳۴۰ همیشه از ارکان مدیریت و تصمیم‌گیری فوتبال بود.
سال ۱۳۵۱، با آمدن کامبیز آتابای به فوتبال ایران، زمینه بازگشت دوباره حسین صدقیانی به تیم ملی فراهم آمد و پیرمرد ۷۰ ساله با عنوان سرپرست به جایی بازگشت که ۴۶ سال قبل برایش بازی کرده بود.
آخرین میدان حضورش جام جهانی ۱۹۷۸ آرژانتین در سال ۱۳۵۷ بود. پنج سال بعد در ۸۰ سالگی و در آذرماه سال ۱۳۶۱ بیماری شد و درگذشت. جواد الله‌وردی، جزء آخرین نسل مردانی بود که با افندی به عنوان یک ملی پوش در جام جهانی ۱۹۷۸ آرژانتین ارتباط داشت. الله‌وردی در مورد او می‌گوید: «استاد، یک موهبت خدایی و یک سینه‌چاک فوتبال بود که از بدو تولد تا لحظه مرگ، عاشق فوتبال بود و به عشق فوتبال مرد. بدون تردید شناسنامه پراحساس و عاطفه فوتبال ما بوده و باید باور کنیم که اولین‌ها هرگز فراموش نمی‌شوند.»بنیان‌گذار اولین مدرسه فوتبال ایران در شهر تبریز

## دوران کاری

### دوران باشگاهی
صدقیانی اولین بازیکن ایرانی بود که توانست در لیگ‌های اروپایی بازی کند. او ۳ فصل در فنرباغچه ترکیه بازی کرد. سپس به ایران بازگشت و ۵ سال در باشگاه فردوسی مشهد بازی کرد و دوباره به اروپا بازگشت. او سپس سه فصل در شارلروای بلژیک یک فصل دیگر در فنرباغچه و یک فصل در راپیدوین اتریش حضور داشت.
او در ۲۶ سالگی برای تحصیلات به دانشگاه تراویل چارلری اتریش وارد شد. در آن زمان او به باشگاه مارچین مونسئو بلژیک پیوست. او پس از یک سال به شارلروا بلژیک پیوست و سه فصل موفق در آن باشگاه را گذراند. در آخرین فصل حضورش نیز در تیم توفان بازی کرد.

### دوران ملی
صدقیانی هرگز در تیم ملی فوتبال ایران بازی نکرد زیرا تا آن هنگام کشور ایران دارای تیم ملی فوتبال نبود ولی گاهی در تیم منتخب تهران بازی می‌کرد. همچنین او اولین سرمربی تاریخ تیم ملی فوتبال ایران است که تیم ایران را در مسابقات جام استقلال افغانستان هدایت کرد. فریدون شریف‌زاده کمک او در این مسابقات بود.